# Гренвілл-Лейк
Гренвілл-Лейк (англ. Granville Lake) — індіанське поселення в Канаді, у провінції Манітоба, у межах невключеної частини переписної області №23.

## Населення
За даними перепису 2016 року, індіанське поселення нараховувало 10 осіб, показавши скорочення на 37,5%, порівняно з 2011-м роком. Середня густина населення становила 4,3 осіб/км².

## Клімат
Середня річна температура становить -2,7°C, середня максимальна – 19,4°C, а середня мінімальна – -30,3°C. Середня річна кількість опадів – 498 мм.
| Клімат поселення                              | Клімат поселення | Клімат поселення | Клімат поселення | Клімат поселення | Клімат поселення | Клімат поселення | Клімат поселення | Клімат поселення | Клімат поселення | Клімат поселення | Клімат поселення | Клімат поселення | Клімат поселення |
| Показник                                      | Січ.             | Лют.             | Бер.             | Квіт.            | Трав.            | Черв.            | Лип.             | Серп.            | Вер.             | Жовт.            | Лист.            | Груд.            |                  |
| Середній максимум, °C                         | −19,97           | −15,59           | −8,48            | 2,28             | 9,98             | 17,61            | 19,40            | 19,00            | 12,46            | 5,42             | −6,39            | −16,26           |                  |
| Середня температура, °C                       | −25,1            | −20,74           | −13,63           | −2,86            | 4,83             | 12,46            | 15,92            | 15,54            | 8,98             | 1,94             | −9,86            | −19,73           |                  |
| Середній мінімум, °C                          | −30,28           | −25,9            | −18,79           | −8,01            | −0,3             | 7,32             | 12,44            | 12,06            | 5,52             | −1,54            | −13,34           | −23,21           |                  |
| Норма опадів, мм                              | 22               | 17               | 22               | 23               | 42               | 67               | 74               | 77               | 60               | 35               | 31               | 28               |                  |
| Середньомісячна швидкість вітру, м/с          | 3.20             | 3.20             | 3.30             | 3.60             | 3.50             | 3.50             | 3.30             | 3.30             | 3.50             | 3.60             | 3.30             | 3.10             |                  |
| Середньомісячна сонячна радіація, кДж/м²·день | 2647             | 6027             | 12006            | 17672            | 21011            | 21879            | 20564            | 16461            | 10284            | 5556             | 2778             | 1799             |                  |
| --------------------------------------------- | ---------------- | ---------------- | ---------------- | ---------------- | ---------------- | ---------------- | ---------------- | ---------------- | ---------------- | ---------------- | ---------------- | ---------------- | ---------------- |
| Джерело:                                      |                  |                  |                  |                  |                  |                  |                  |                  |                  |                  |                  |                  |                  |